# Srem
Srem (hrvaško Srijem, srbsko Срем) je pokrajina v Panonski nižini, razdeljena med Srbijo in Hrvaško. Leži med Donavo na severu in vzhodu ter Savo na jugu. Zahodna meja, ki ločuje Srem od Slavonije, ni natančno določena in jo po nekaterih virih predstavljata reki Bosut in Vuka, po drugih pa meja Vukovarsko-sremske županije.
Ime pokrajine izhaja iz imena antičnega mesta Sirmij (Sirmium), današnje Sremske Mitrovice, ki predstavlja geografsko središče te zgodovinske regije. Latinsko ime je Syrmia ali Sirmium, madžarsko Szerém ali Szerémség, nemško Syrmien in turško Sirem.
Srem obsega okrog 6814 kvadratnih kilometrov, od tega 4360 km² v Srbiji in 2454 km² na Hrvaškem. Je večinoma nižinska pokrajina, edina pomembnejša vzpetina je Fruška gora, katere najvišji vrh Crveni Čot leži na 539 metrih nadmorske višine.
Večja sremska mesta so Vinkovci, Vukovar, Županja, Ilok in Otok na Hrvaškem ter Sremska Mitrovica, Ruma, Inđija, Stara Pazova, Nova Pazova in Šid v Srbiji. Pomembno srbsko kulturno središče so Sremski Karlovci. V pokrajino segata tudi predmestje Novega Sada (Petrovaradin in bližnja Sremska Kamenica) ter del Beograda (Novi Beograd, Zemun, Zemun Polje, Surčin). Po popisih leta 2011 je v Sremu živelo 179 521 prebivalcev na Hrvaškem (Vukovarsko-sremska županija) in okrog 750 000 v Srbiji (od tega 312 278 v Sremskem upravnem okraju, ostalo pa v Južnobačkem upravnem okraju oz. južnih predmestjih Novega Sada južno od Drave ter na vzhodu  v beograjskih zahodnih občinah med Savo in Donavo).